# Haliophasma novaezelandiae
Haliophasma novaezelandiae är en kräftdjursart som beskrevs av Johann-Wolfgang Wägele 1985. Haliophasma novaezelandiae ingår i släktet Haliophasma och familjen Anthuridae.
Artens utbredningsområde är havet kring Nya Zeeland. Inga underarter finns listade i Catalogue of Life.